# Nikita Dmitrijewitsch Masepin

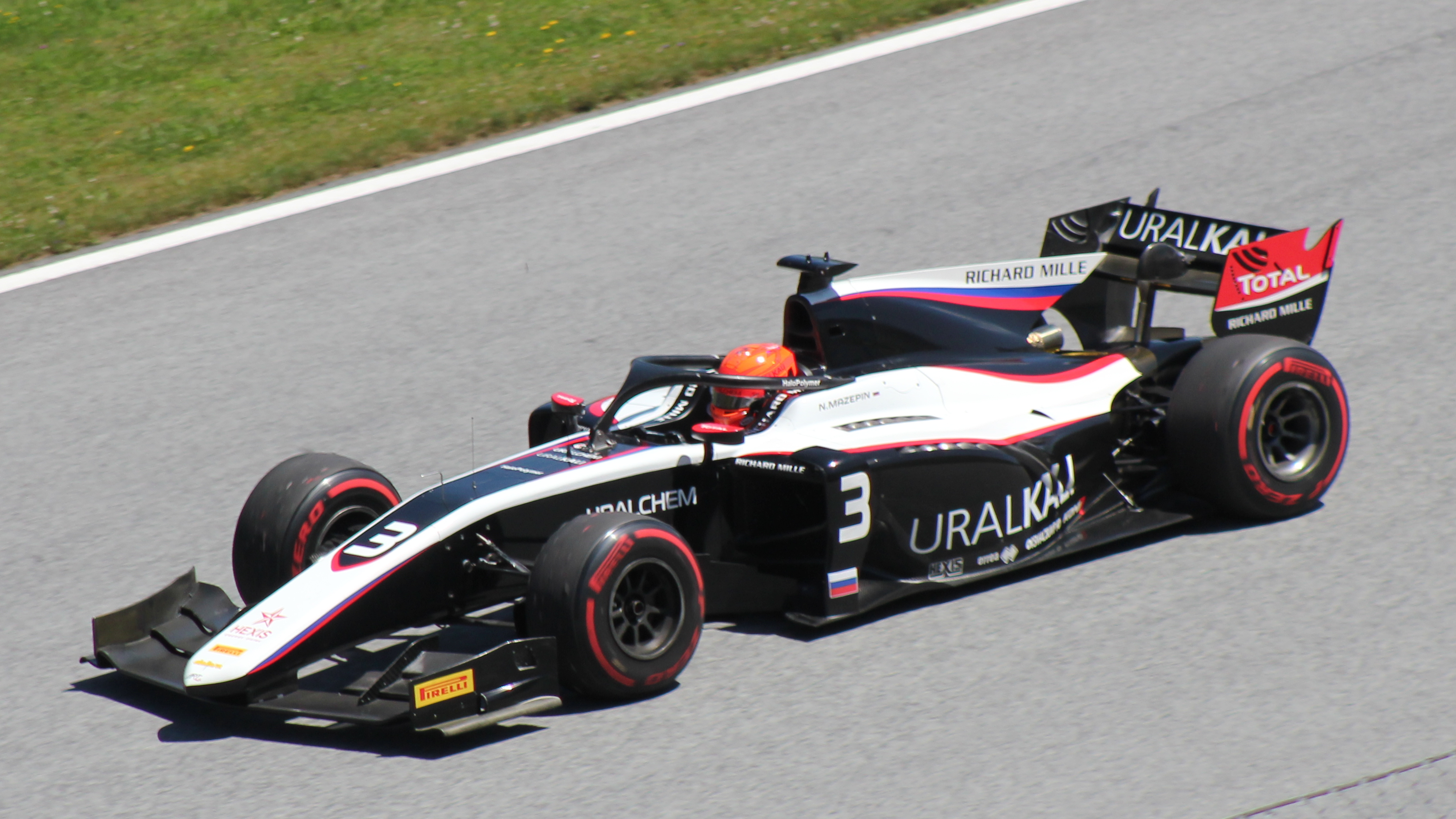
Nikita Masepin beim Formel-2-Rennen in Spielberg 2019

Nikita Dmitrijewitsch Masepin  (russisch Никита Дмитриевич Мазепин, englische Transkription Nikita Mazepin; Betonung: Nikíta Dmítrijewitsch Masépin, * 2. März 1999 in Moskau) ist ein russischer Automobilrennfahrer. 2018 debütierte er in der GP3-Serie, die er als Vizemeister beendete. 2019 und 2020 fuhr Masepin in der FIA-Formel-2-Meisterschaft mit, die er 2020 auf dem 5. Platz beendete. 2021 startete Masepin in der Formel 1 beim US-amerikanischen Team Haas an der Seite von Formel-2-Meister Mick Schumacher.
Eine Woche nach dem Beginn des russischen Überfalls auf die Ukraine seit dem 24. Februar 2022 teilte das Team Haas mit, man werde den Vertrag mit Masepin mit sofortiger Wirkung kündigen und die Zusammenarbeit mit Uralkali beenden.

## Herkunft und Ausbildung
Masepin ist der Sohn des Oligarchen Dmitri Masepin, Er begann 2011 im Kartsport und wurde 2014 Zweiter in der CIK-FIA-Kartweltmeisterschaft. Ende 2014 nahm er im Bereich Formelsport am Saisonauftakt der MRF Challenge Formel 2000 teil und erzielte beim zweiten Rennen eine Podest-Platzierung.

## Werdegang
Anfang 2015 absolvierte Masepin die erste vollständige Motorsportsaison für ETEC Motorsport in der Toyota Racing Series in Neuseeland. Mit einem achten Platz als bestem Ergebnis wurde er 18. in der Fahrerwertung. Anschließend kehrte Masepin nach Europa zurück und fuhr für Josef Kaufmann Racing in der nordeuropäischen Formel Renault. Während sein Teamkollege Louis Delétraz die Meisterschaft gewann, erreichte Masepin mit einem dritten Platz als bestem Ergebnis den zwölften Gesamtrang. Darüber hinaus absolvierte er für Josef Kaufmann Racing sieben Gaststarts im Formel Renault 2.0 Eurocup.
2016 wechselte Masepin zu Hitech Grand Prix in die europäische Formel-3-Meisterschaft. Er beendete die Saison auf dem 20. Gesamtrang, während sein Teamkollege George Russell Gesamtdritter war. Darüber hinaus wurde er vom Formel-1-Team Force India in den Fahrerkader aufgenommen. Er arbeitete für den Rennstall regelmäßig im Simulator und war ins Testprogramm eingebunden. 2017 bestritt Masepin seine zweite Saison in der europäischen Formel-3-Meisterschaft gemeinsam mit Hitech Grand Prix. Mit drei Podestplätzen schloss er die Saison auf Gesamtrang zehn ab.

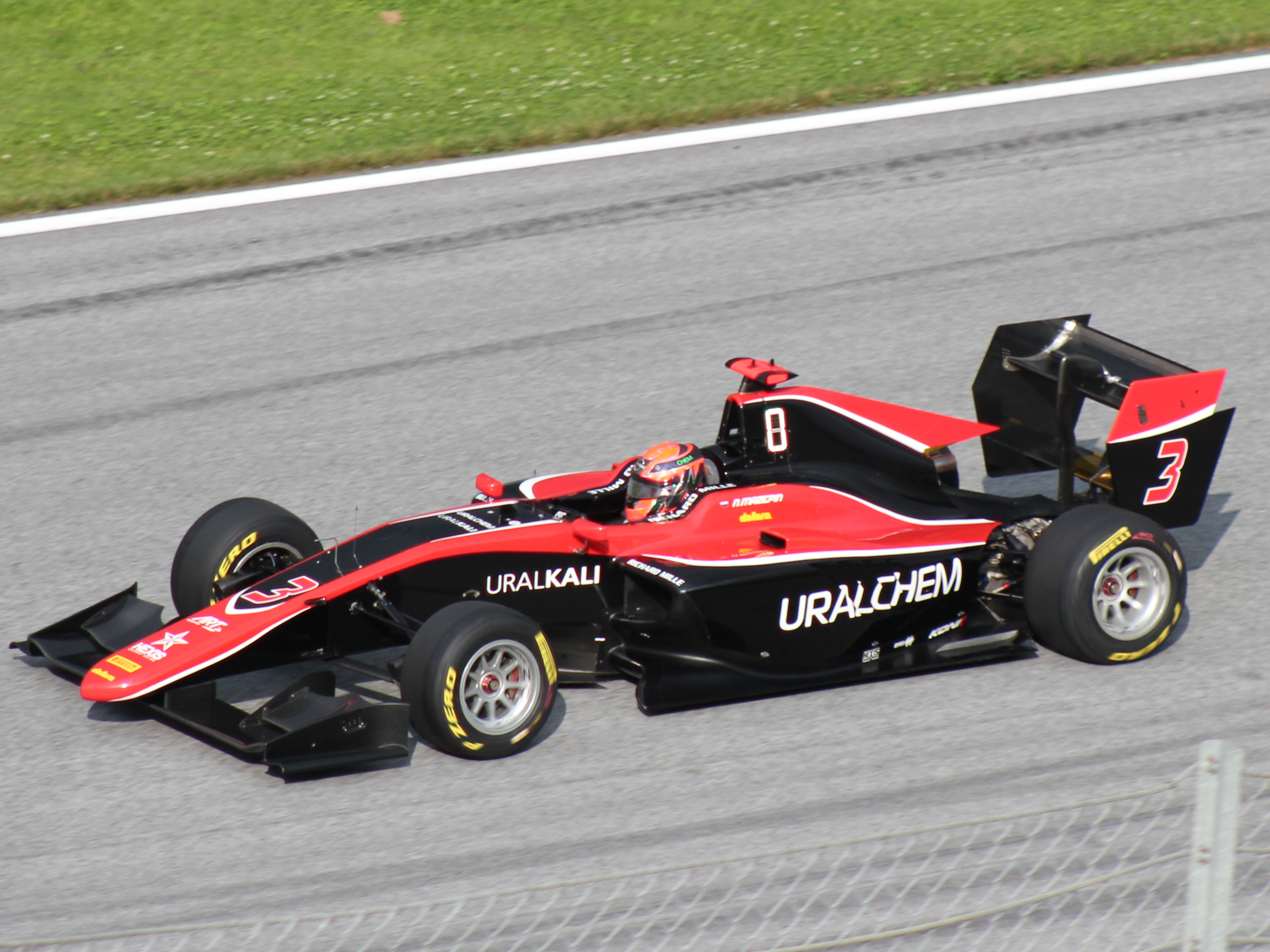
Nikita Masepin beim ersten GP3-Rennen in Spielberg 2018

2018 wechselte Masepin zu ART Grand Prix in die GP3-Serie. Er war der beste Rookie in dieser Saison und wurde mit vier Rennsiegen und 198 Punkten Vizemeister hinter seinem Teamkollegen Anthoine Hubert, der sich mit 214 Punkten den Meistertitel sicherte. 2019 stieg er in die FIA-Formel-2-Meisterschaft auf, wo er weiterhin für ART Grand Prix startete. Er beendete die Saison mit elf Punkten auf dem 18. Gesamtrang, sein Teamkollege Nyck de Vries wurde Meister. 2020 wechselte er innerhalb der Rennserie zu Hitech Grand Prix. Mit zwei Siegen und vier weiteren Podestplatzierungen schloss er die Saison auf dem fünften Platz ab und schlug seinen Teamkollegen Luca Ghiotto, der Zehnter wurde, mit 164 zu 106 Punkten deutlich.
Ab 2022 nahm Masepin an der Silk Way Rally teil und gewann diese im selben Jahr in der Klasse der Side-by-Side mit seinem Navigator Anton Vlasyuk auf Can-Am Maverick.

### Formel 1
Nach dem Großen Preis von Bahrain wurde Masepin als Fahrer für Haas in der Formel-1-Weltmeisterschaft ab 2021 bekanntgegeben. Als Startnummer wählte er die 9. Sein Teamkollege war Mick Schumacher, Sohn des Formel-1-Rekordweltmeisters Michael Schumacher. Vor dem Saisonfinale in Abu Dhabi wurde Masepin positiv auf COVID-19 getestet; er konnte somit nicht am Rennen teilnehmen. Am Ende der Saison belegte er den 21. und damit letzten Rang in der Fahrerwertung, neben seinem Teamkollegen sowie Alfa-Romeo-Ersatzfahrer Robert Kubica erzielte er in der gesamten Saison keine Punkte. Sowohl in den Qualifyings als auch in den Rennen unterlag er im direkten Vergleich Schumacher deutlich (3:19 im Qualifying, 5:16 in den Rennen).

### Sportwagenrennen
Seit 2023 ist er in der Asian Le Mans Series aktiv und fährt dort einen Oreca 07 von 99 Racing. Nach einem zweiten Gesamtrang beim 4-Stunden-Rennen von Abu Dhabi 2023, gewann er das erste der beiden Rennen in Sepang und beendete das Zweite erneut am zweiten Gesamtrang.

## Auflösung des Vertrags
Am 5. März 2022 gab Haas bekannt, dass die Verträge mit Masepin und dem Hauptsponsor Uralkali aufgrund des Überfalls auf die Ukraine beendet seien. Das Volumen des Sponsoring soll sich auf etwa 40 Millionen Euro pro Jahr belaufen haben. Masepin hätte in der Formel 1 in dieser Saison nur als neutraler Athlet unter „FIA-Flagge“ starten dürfen. Außerdem wurde verlangt, einen Verhaltenskodex zu unterschreiben, der unter anderem eine klare Distanzierung von den Aktionen Russlands dokumentiert.
Am 9. März 2022 setzte die Europäische Union ihn und seinen Vater auf die Sanktionsliste, belegte ihn mit einem Einreiseverbot und ließ sein Vermögen im Zugriffsbereich einfrieren. Die Sanktionen gegen ihn wurden 2024 vom Europäischen Gericht gekippt, nachdem sie bereits im Jahr zuvor ausgesetzt worden waren.
Der britische Automobilverband sprach allerdings bereits am 2. März 2022 ein komplettes Teilnahmeverbot für Teams, Fahrer und Offizielle aus Russland und Belarus aus. Ein Start Masepins beim zehnten Saisonrennen am 3. Juli in Silverstone wäre damit auch ohne die Trennung von Haas ausgeschlossen gewesen.
In einem Interview mit Stephen Sackur von der BBC erhebt Masepin schwere Vorwürfe gegen den  Motorsport-Weltverband FIA. Es gebe keinen legalen Grund für die Kündigung seines Vertrages durch Haas und es sei von Seiten der FIA und anderen Top-Organisationen des Sports eine Agenda gegen Russland. Den Ausschluss russischer Sportler in zahlreichen Verbänden wegen des Angriffskriegs auf die Ukraine wertete er als Diskriminierung: „Wenn man die ganze Situation betrachtet, wie generell gegen Athleten vorgegangen wird, das ist Cancel Culture gegen mein Land.“ Er habe kein Verständnis dafür, dass er auf der Sanktionsliste stehe.

## Kontroversen
2016 schlug Masepin seinem damaligen Formel-3-Kollegen Callum Ilott ein blaues Auge und fügte ihm Verletzungen an Kiefer, Nacken und der Wange zu, da er sich im freien Training von Ilott behindert fühlte. Masepin wurde daraufhin für ein Rennen gesperrt.
2019 wurde er in Russland von den Sportkommissaren wegen eines schweren Unfalls bestraft, in dessen Folge Nobuharu Matsushita ins Krankenhaus eingeliefert werden musste.
Beim Formel-2-Rennen in Spa 2020 bekam er für seine riskante Fahrweise eine Fünf-Sekunden-Strafe. Nach dem Rennen fuhr er im Parc fermé das Positionsschild um und verfehlte dabei den Sieger Yuki Tsunoda nur knapp. Auch beim letzten Rennen in Bahrain fiel seine riskante Fahrweise auf – er wollte zwei Konkurrenten von der Strecke abdrängen und riskierte somit Unfälle. Für beide Zwischenfälle erhielt er erneut jeweils eine Fünf-Sekunden-Strafe.
Im Dezember 2020 veröffentlichte Masepin auf seinem persönlichen Instagram-Kanal ein Video, in dem er einer Frau in den Ausschnitt griff. Das Video wurde kurz darauf gelöscht. Haas, sein neuer Rennstall, bewertete das Verhalten Masepins in einer Pressemitteilung als „abscheulich“ (abhorrent), distanzierte sich und kündigte eine interne Untersuchung an. Masepin entschuldigte sich zunächst in sozialen Netzwerken, löschte diese Entschuldigung allerdings später. Ungeachtet anhaltender Kritik, hielt Haas an der Verpflichtung Masepins und an einer „internen Behandlung der Angelegenheit“ fest. Im Laufe der Saison kam es wiederholt zu Konflikten und Kollisionen zwischen Masepin und Schumacher. So drängte Masepin beim Großen Preis der Niederlande Schumacher am Ende der ersten Rennrunde in Richtung der Boxenmauer und gefährdete ihn dadurch.

## Statistik

### Karrierestationen
| - 2011–2014: Kartsport - 2015: MRF Challenge Formel 2000 (Platz 10) - 2015: Toyota Racing Series (Platz 18) - 2015: Nordeuropäische Formel Renault (Platz 12) - 2016: Europäische Formel 3 (Platz 20) | - 2016: Formel 1 (Testfahrer) - 2017: Europäische Formel 3 (Platz 10) - 2017: Formel 1 (Testfahrer) - 2018: GP3-Serie (Platz 2) - 2018: Formel 1 (Testfahrer) | - 2019: Formel 2 (Platz 18) - 2019: Formel 1 (Testfahrer) - 2020: Formel 2 (Platz 5) - 2021: Formel 1 (Platz 21) - 2022: Silk Way Rally (Platz 1) |

### Einzelergebnisse in der europäischen Formel-3-Meisterschaft
| Jahr | Team              | Motor    | 1   | 2   | 3   | 4   | 5   | 6   | 7   | 8   | 9   | 10  | 11  | 12  | 13  | 14  | 15  | 16  | 17  | 18  | 19  | 20  | 21  | 22  | 23  | 24  | 25  | 26  | 27  | 28  | 29  | 30  | Punkte | Rang |
| ---- | ----------------- | -------- | --- | --- | --- | --- | --- | --- | --- | --- | --- | --- | --- | --- | --- | --- | --- | --- | --- | --- | --- | --- | --- | --- | --- | --- | --- | --- | --- | --- | --- | --- | ------ | ---- |
| 2016 | Hitech Grand Prix | Mercedes | LEC | LEC | LEC | HUN | HUN | HUN | PAU | PAU | PAU | SPI | SPI | SPI | NOR | NOR | NOR | ZAN | ZAN | ZAN | SPA | SPA | SPA | NÜR | NÜR | NÜR | IMO | IMO | IMO | HOC | HOC | HOC | 10     | 20.  |
| 2016 | Hitech Grand Prix | Mercedes | 19  | 12  | 10  | EX  | DNF | 13  | 16  | 13  | DNF | 14  | 17  | 14  | 11  | 11  | 11  | 17  | 15  | 17  | 12  | DNF | 8   | 16  | 14  | 16  | 13  | 11  | 15  | 8   | 10  | DNF | 10     | 20.  |
| 2017 | Hitech Grand Prix | Mercedes | SIL | SIL | SIL | MNZ | MNZ | MNZ | PAU | PAU | PAU | HUN | HUN | HUN | NOR | NOR | NOR | SPA | SPA | SPA | ZAN | ZAN | ZAN | NÜR | NÜR | NÜR | SPI | SPI | SPI | HOC | HOC | HOC | 108    | 10.  |
| 2017 | Hitech Grand Prix | Mercedes | DNF | 15  | 7   | 11  | 10  | 11  | 4   | 7   | DNF | 12  | 11  | 10  | 10  | 18  | 10  | 2   | 7   | 11  | 11  | 11  | 10  | DNF | 16  | 16  | DNF | 3   | 2   | 6   | 6   | 7   | 108    | 10.  |

### Einzelergebnisse in der GP3-Serie
| Jahr | Team           | 1   | 2   | 3   | 4   | 5   | 6   | 7   | 8   | 9   | 10  | 11  | 12  | 13  | 14  | 15  | 16  | 17  | 18  | Punkte | Rang |
| ---- | -------------- | --- | --- | --- | --- | --- | --- | --- | --- | --- | --- | --- | --- | --- | --- | --- | --- | --- | --- | ------ | ---- |
| 2018 | ART Grand Prix | ESP | ESP | FRA | FRA | AUT | AUT | GBR | GBR | HUN | HUN | BEL | BEL | ITA | ITA | RUS | RUS | UAE | UAE | 198    | 2.   |
| 2018 | ART Grand Prix | 1   | 10  | 2   | 5   | 13  | 7   | 2   | 7   | 1   | 12  | 5   | 1   | 5   | 3   | 2   | DNF | 5   | 1   | 198    | 2.   |

### Einzelergebnisse in der FIA-Formel-2-Meisterschaft
| Jahr | Team              | Motor      | 1   | 2   | 3   | 4   | 5   | 6   | 7   | 8   | 9   | 10  | 11  | 12  | 13  | 14  | 15  | 16  | 17  | 18  | 19  | 20  | 21  | 22  | 23  | 24  | Punkte | Rang |
| ---- | ----------------- | ---------- | --- | --- | --- | --- | --- | --- | --- | --- | --- | --- | --- | --- | --- | --- | --- | --- | --- | --- | --- | --- | --- | --- | --- | --- | ------ | ---- |
| 2019 | ART Grand Prix    | Mecachrome | BRN | BRN | AZE | AZE | ESP | ESP | MON | MON | FRA | FRA | AUT | AUT | GBR | GBR | HUN | HUN | BEL | BEL | ITA | ITA | RUS | RUS | UAE | UAE | 11     | 18.  |
| 2019 | ART Grand Prix    | Mecachrome | 19  | 13  | 8   | DNF | 17  | 14  | 10  | 8   | DNF | 16  | 12  | 11  | DNF | 12  | 12  | 15  | C   | C   | 11  | 9   | 8   | DNF | 10  | 17* | 11     | 18.  |
| 2020 | Hitech Grand Prix | Mecachrome | AUT | AUT | AUT | AUT | HUN | HUN | GBR | GBR | GBR | GBR | ESP | ESP | BEL | BEL | ITA | ITA | ITA | ITA | RUS | RUS | BHR | BHR | BHR | BHR | 164    | 5.   |
| 2020 | Hitech Grand Prix | Mecachrome | 14  | 10  | 14  | 8   | 2   | 5   | 1   | 5   | 4   | 8   | 13  | 6   | 2   | 4   | DNF | 8   | 1   | 18  | 7   | 2   | 5   | 2   | 9   | 9   | 164    | 5.   |

| Legende  | Legende            | Legende                                                          |
| Farbe    | Abkürzung          | Bedeutung                                                        |
| -------- | ------------------ | ---------------------------------------------------------------- |
| Gold     | –                  | Sieg                                                             |
| Silber   | –                  | 2. Platz                                                         |
| Bronze   | –                  | 3. Platz                                                         |
| Grün     | –                  | Platzierung in den Punkten                                       |
| Blau     | –                  | Klassifiziert außerhalb der Punkteränge                          |
| Violett  | DNF                | Rennen nicht beendet (did not finish)                            |
| Violett  | NC                 | nicht klassifiziert (not classified)                             |
| Rot      | DNQ                | nicht qualifiziert (did not qualify)                             |
| Rot      | DNPQ               | in Vorqualifikation gescheitert (did not pre-qualify)            |
| Schwarz  | DSQ                | disqualifiziert (disqualified)                                   |
| Weiß     | DNS                | nicht am Start (did not start)                                   |
| Weiß     | WD                 | zurückgezogen (withdrawn)                                        |
| Hellblau | PO                 | nur am Training teilgenommen (practiced only)                    |
| Hellblau | TD                 | Freitags-Testfahrer (test driver)                                |
| ohne     | DNP                | nicht am Training teilgenommen (did not practice)                |
| ohne     | INJ                | verletzt oder krank (injured)                                    |
| ohne     | EX                 | ausgeschlossen (excluded)                                        |
| ohne     | DNA                | nicht erschienen (did not arrive)                                |
| ohne     | C                  | Rennen abgesagt (cancelled)                                      |
| ohne     | keine WM-Teilnahme |                                                                  |
| sonstige | P/fett             | Pole-Position                                                    |
| sonstige | 1/2/3/4/5/6/7/8    | Punktplatzierung im Sprint-/Qualifikationsrennen                 |
| sonstige | SR/kursiv          | Schnellste Rennrunde                                             |
| sonstige | *                  | nicht im Ziel, aufgrund der zurückgelegten Distanz aber gewertet |
| sonstige | ()                 | Streichresultate                                                 |
| sonstige | unterstrichen      | Führender in der Gesamtwertung                                   |

### Statistik in der Formel-1-Weltmeisterschaft
Diese Statistik umfasst alle Teilnahmen des Fahrers an der Formel-1-Weltmeisterschaft.

#### Gesamtübersicht
(Stand: Saisonende 2021)
| Saison | Team                  | Chassis    | Motor                | Rennen | Siege | Zweiter | Dritter | Poles | schn. Rennrunden | Punkte | WM-Pos. |
| ------ | --------------------- | ---------- | -------------------- | ------ | ----- | ------- | ------- | ----- | ---------------- | ------ | ------- |
| 2021   | Uralkali Haas F1 Team | Haas VF-21 | Ferrari 1.6 V6 Turbo | 21     | −     | −       | −       | −     | –                | 0      | 21.     |
| Gesamt | Gesamt                | Gesamt     | Gesamt               | 21     | −     | −       | −       | −     | –                | 0      |         |

#### Einzelergebnisse
| Saison | 1  | 2  | 3  | 4  | 5  | 6  | 7  | 8  | 9  | 10  | 11 | 12  | 13  | 14 | 15 | 16 | 17 | 18 | 19 | 20  | 21  | 22 | 23 | 24 |
| ------ | -- | -- | -- | -- | -- | -- | -- | -- | -- | --- | -- | --- | --- | -- | -- | -- | -- | -- | -- | --- | --- | -- | -- | -- |
| 2021   |    |    |    |    |    |    |    |    |    |     |    |     |     |    |    |    |    |    |    |     |     |    |    |    |
| DNF    | 17 | 19 | 19 | 17 | 14 | 20 | 18 | 19 | 17 | DNF | 17 | DNF | DNF | 18 | 20 | 17 | 18 | 17 | 18 | DNF | DNS |    |    |    |

| Legende  | Legende            | Legende                                                          |
| Farbe    | Abkürzung          | Bedeutung                                                        |
| -------- | ------------------ | ---------------------------------------------------------------- |
| Gold     | –                  | Sieg                                                             |
| Silber   | –                  | 2. Platz                                                         |
| Bronze   | –                  | 3. Platz                                                         |
| Grün     | –                  | Platzierung in den Punkten                                       |
| Blau     | –                  | Klassifiziert außerhalb der Punkteränge                          |
| Violett  | DNF                | Rennen nicht beendet (did not finish)                            |
| Violett  | NC                 | nicht klassifiziert (not classified)                             |
| Rot      | DNQ                | nicht qualifiziert (did not qualify)                             |
| Rot      | DNPQ               | in Vorqualifikation gescheitert (did not pre-qualify)            |
| Schwarz  | DSQ                | disqualifiziert (disqualified)                                   |
| Weiß     | DNS                | nicht am Start (did not start)                                   |
| Weiß     | WD                 | zurückgezogen (withdrawn)                                        |
| Hellblau | PO                 | nur am Training teilgenommen (practiced only)                    |
| Hellblau | TD                 | Freitags-Testfahrer (test driver)                                |
| ohne     | DNP                | nicht am Training teilgenommen (did not practice)                |
| ohne     | INJ                | verletzt oder krank (injured)                                    |
| ohne     | EX                 | ausgeschlossen (excluded)                                        |
| ohne     | DNA                | nicht erschienen (did not arrive)                                |
| ohne     | C                  | Rennen abgesagt (cancelled)                                      |
| ohne     | keine WM-Teilnahme |                                                                  |
| sonstige | P/fett             | Pole-Position                                                    |
| sonstige | 1/2/3/4/5/6/7/8    | Punktplatzierung im Sprint-/Qualifikationsrennen                 |
| sonstige | SR/kursiv          | Schnellste Rennrunde                                             |
| sonstige | *                  | nicht im Ziel, aufgrund der zurückgelegten Distanz aber gewertet |
| sonstige | ()                 | Streichresultate                                                 |
| sonstige | unterstrichen      | Führender in der Gesamtwertung                                   |

Anmerkungen:
Der Große Preis von Russland 2021 wird aufgrund der Entscheidung des CAS ohne Flagge dargestellt.